# EG A/S
EG A/S (tidligere EDB Gruppen A/S) er en dansk IT-virksomhed stiftet i Herning med hovedsæde i Lautrupparken i Ballerup.
EG udvikler og driver branchespecifik software baseret på cloud-teknologi. EG har også konsolideret sin forretning gennem opkøb og integration af andre it-virksomheder i EGs portefølje. En strategi der er accelereret med Francisco Partners som hovedaktionær, hvor EG har opkøbt ni virksomheder i 2021 alene og otte virksomheder i 2020. De seneste år er EG også begyndt at opkøbe virksomheder i Norden. 
Virksomheden er grundlagt i 1977. EG A/S har omkring 1.500 ansatte fordelt på 5 lande.
Kapitalfonden Francisco Partners har siden 2019 ejet EG A/S.
Tidligere ejere:
- Nordic Capital Fund VII
- IBM Danmark
- Axcel

EG A/S var indtil overtagelsen af aktiemajoriteten i 2008 et børsnoteret selskab, men efter Nordic Capitals overtagelse, blev EG A/S afmeldt fondsbørsen.

## Brancher
EG leverer software til 20 forskellige brancher, og har 40 forskellige datterselskaber i sin portefølje foruden egenudviklet software.
Byggeri og forsyning
EG råder over software inden for byggeri og forsyning. Software inden for byggeri kan være med til at beregne materialeforbrug, projektstyring og kvalitetssikring, hvor EG EnerKey er en software til energistyring i bygninger og forsyningsselskaber.
Sundhed og omsorg
Inden for sundhed og omsorg har EG især løsninger inden for det primære sundhedsvæsen, hvilket vil sige sundhedstilbud, der varetages af kommuner, almen praksis, øvrige privatpraktiserende sundhedsprofessionelle, herunder privatpraktiserende speciallæger og tandlæger, eller af borgeren selv.
Handel og logistik
EG leverer særligt software til logistik via programmet ASPECT4, men har software inden for detailhandel og mode, logistik og transport samt trælast og planteskoler.
Administration og finans
For området administration har EG software til boligadministration, offentlig administration, medlemsorganisationer og kursusvirksomheder. Til finansområdet dækker EG områderne forsikring og inkasso.
Servicefag
EG har software til advokatbranchen, bedemænd og frisørbranchen.
Offentlig sektor
Til den offentlige sektor råder EG over software til kommuner, kirker, regioner og uddannelse.

## Øvrige Fakta
- Kontorer i Danmark: Ikast, Århus, Ballerup, Odense, Kolding, Aalborg

- Kontorer i Sverige: Malmø, Östersund, Örebro, Stockholm, Göteborg, Bollnäs

- Kontorer i Norge: Molde, Bergen, Oslo, Sandefjord, Trondheim, Gjøvik, Tønsberg, Billingstad og Lysaker
- Kontorer i Finland: Helsinki og Jyväskylä

- Kontorer i Polen og Ukraine: Warszawa, Gdansk og Odessa

## Nøgletal
- Årlig omsætning (2019): DKK 1,360 milliarder.